# 蒙古绣线菊
蒙古绣线菊（学名：Spiraea mongolica）为蔷薇科绣线菊属下的一个变种。种名mongolica意为蒙古的。 

## 变种
- Spiraea mongolica var. tomentulosa T.T.Yu